# Pongo hooijeri
A Pongo hooijeri  a Pongo nem egyik kihalt faja. A pleisztocén kori Vietnamban élt.